# Южные и Северные Династии
Южные и Северные Династии (кит. упр. 南北朝, пиньинь Nán Běi Cháo) — период истории Китая, длившийся между 420—589 годами, после эпохи Шестнадцати государств и до династии Суй.
К Южным Династиям относятся:
- [Лю] Сун (劉宋; 420—479)
- Ци (齊; 479—502)
- Лян (梁; 502—557, если считать Позднюю Лян, то до 587 года)
- Поздняя Лян (後梁; 555—587)
- Чэнь (陳; 557—589)

К Северным Династиям относятся:
- Северная Вэй (北魏; 386—534)
  - Восточная Вэй (東魏; 534—550)
  - Западная Вэй (西魏; 535—556)
  - Северная Ци (北齊; 550—577)
  - Северная Чжоу (北周; 557—581)

## Южные Династии

### Лю Сун
Династия Сун (кит. упр. 宋朝, пиньинь Sòng cháo) — первая из четырёх Южных династий. Основана в 420 году, когда власть в Восточной Цзинь перешла в руки Лю Юя. Столица — город Цзянькан (建康, совр. Нанкин). Основатель династии Лю Юй происходил из бедной семьи, считался одним из лучших полководцев периода Южных и Северных династий. В последние годы династии Восточная Цзинь одно за другим происходили народные восстания, велась ожесточённая внутренняя борьба за власть. В 402 году, восточноцзиньский полководец Хуань Сюань (桓玄), воспользовавшись ослаблением власти императорского двора, поднял военный мятеж и захватил престол. Основанное им царство Чу (楚, или Хуань Чу 桓楚) просуществовало с 403 по 404 год. Лю Юй совместно с Лю И (劉毅) и другими полководцами подняли войска и уничтожили силы Хуань Сюаня. После этого армия, возглавляемая Лю Юем, принимала активное участие во множестве сражений и постоянно крепла. Через некоторое время Лю Юй нанёс поражение военным группировкам, которые возглавляли Лю И, Сыма Сючжи (司馬休之) и др. В конце концов, он вынудил восточноцзиньского Гун-ди отречься от престола в его пользу.
Сразу после своего образования царство Сун стало объектом притязаний северных царств, одна за другой происходили вооружённые стычки. Пришедший к власти в 424 году Лю Илун (посмертное имя — Вэнь-ди) правил почти 30 лет. Политическая стабильность, честность и надлежащее управление, осуществляемое как самим Вэнь-ди, так и его приближёнными, способствовало тому, что хозяйство в стране стало постепенно восстанавливаться, девиз его правления — Юань-цзя (元嘉) — в переводе означает «Великое счастье». Однако, в 453 году сын Лю Илуна Лю Шао (посмертное имя — Юаньсюн, «Главный преступник»), желая захватить престол, приказал охраннику убить собственного отца. Сам Лю Шао продержался у власти около трёх месяцев.
Правившие после Лю Шао императоры отличались жестокостью и распутным образом жизни. В результате власть династии неуклонно ослаблялась, государство стремительно приходило в упадок. Пришедшего к власти после смерти Лю Шао его сыну Лю Цзы обычно считали тираном. Он неуважительно относился к своему отцу и с подозрением относился к его дядям, убив нескольких из них. Он продолжил кровосмесительную традицию своего отца, взяв несколько своих тёток и кузин в качестве наложниц. Считалось, что он приказал всем принцессам прийти в его дворец и вступить с ним в половые отношения. Когда одна из его тётушек отказалась, он казнил трёх её сыновей. Он также казнил женщину, которая была похожа на женщину, которая проклинала его во сне. В конце концов, один из его дядей не смог этого вынести и убил Лю Цзы.
В 479 году Лю Чжунь отрёкся от престола в пользу Сяо Дао-чэна (蕭道成), и на смену Сун пришла династия Ци.

### Южная Ци
Династия Южная Ци (кит. упр. 齊朝, пиньинь Qí cháo)) — вторая из числа Южных династий в Китае, которую сменила династия Лян. Существовала в 479—502 годах. В продолжение своей 23-летней истории династия постоянно сталкивалась с нестабильностью. Фактически страной правило четыре императора и три краткосрочных несовершеннолетних правителя, которые были быстро смещены и убиты их покровителями чтобы освободить трон. Как после смерти способного императора Гао-ди и У-ди, когда внук императора У-ди Юйлинь-ван был убит умным, но жестоким и подозрительным родственником У-ди, Сяо Луанем, который принял титул императора Мин-ди и устроил массовые казни сыновей и внуков императоров Гао-ди и У-ди, а также многих чиновников, которых он подозревал в заговоре против него. Произвол, с которым осуществлялись эти казни, усилился с приходом к власти сына Мин-ди, Дунхунь-хоу, действия которого спровоцировали многочисленные восстания. Последнее из них, под предводительством военачальника Сяо Яня, привело к падению Южной Ци и приходу к власти династии Лян.
Императоры династии Южная Ци вели частые войны с северным Китаем — династией Северная Вэй, которые шли с переменным успехом. Большую опасность представляли мятежи, которые особенно при последних императорах стали очень частыми. На закате династии мятежный генерал сдал северяном важную область Шоуян, которую позднее южная династия Лян много лет отвоёвывала назад.

### Лян
Династия Лян (кит. упр. 梁朝, пиньинь Liáng cháo) (502—557), также известная как Южная Лян (南梁), была третьей из числа Южных династий в Китае, которую сменила династия Чэнь. Столицей был город Цзянькан, расположенный на территории современного Нанкина. Основателем династии был Сяо Янь из клана Сяо, который сначала взял в свои руки управление делами династии Южная Ци, а потом сместив императора и создал свою династию как император У-ди. У-ди правил 47 лет до глубокой старости, в 548 году генерал Хоу Цзин из Восточной Вэй поднял мятеж, попросил подданства у Лян, а потом поднял мятеж против Лян, в результате занял императорский дворец в 549 году и стал распоряжаться императорами, смещая их один за другим. В 552 году в результате восстания Хоу Цзин был убит, на трон вступил Сяо И, однако его правление и правление последующих двух императоров было краткосрочно и заканчивалось насильственным свержением.
Династия Западная (или Поздняя) Лян (西梁), со столицей в Цзянлине, основанная в 555 году императором Сюань-ди, внуком основателя династии Лян императора У-ди, претендовала на то, чтобы считаться законной наследницей Лян; она последовательно подчинялась государствам Западная Вэй, Северная Чжоу, и Суй, и была ликвидирована императором Вэнь-ди в 587 году.
Дата окончания правления династии Лян вызывает споры среди историков. Многие считают этой датой конец царствования императора Цзин-ди в 556 году, когда он был принуждён уступить трон Чэнь Басяню, основателю династии Чэнь. Другие выдвигают в качестве такой даты ликвидацию Западной Лян в 587 году.
Памятники, относящиеся к захоронениям императоров и членов императорского дома династии Лян, сохранились в ряде мест под Нанкином. Наиболее сохранившимся считается ансамбль стел и статуй у гробницы Сяо Сю (Принца Кан), скончавшегося в 551 году младшего брата первого императора Сяо Яня. Он включает ранние образцы черепах биси, несущих стелы; по мнению историков, первоначально их было четыре/

#### Поздняя Лян
Дина́стия По́здняя Лян (кит. трад. 後梁, упр. 后梁, пиньинь Hòu Liáng) — одна из Южных династий в Китае со столицей в городе Цзянлин (江陵), просуществовавшая в период 555—587 годов. Чаще употребляется её другое название — Западная Лян (кит. упр. 西梁, пиньинь Xī Liáng). Некоторые историки считают данную династию продолжением династии Лян и не выделяют её отдельно. После того, как в 554 году войска династии Западная Вэй штурмом овладели Цзянлином и убили Юань-ди, лянскому вану Сяо Ча (蕭詧) был в 555 году пожалован титул императора. Сяо Ча, однако, был обязан признать себя вассалом Западной Вэй. Из-за своего малого размера (владения династии включали лишь город Цзянлин, прилегающие к нему несколько уездов и около 800 деревень) Поздняя Лян в разное время была вассалом Западной Вэй, Северной Чжоу и Суй. Тем не менее, Поздняя Лян позиционировала себя как законный наследник Южных династий и противопоставляла себя династии Чэнь. Культурное развитие династии находилось на довольно высоком уровне, поскольку Поздняя Лян во многом унаследовала культуру предшествующей династии [Южная] Лян.
Императорами Поздней Лян были: Сяо Ча (Сюань-ди), Сяо Куй (蕭巋, Мин-ди) и Сяо Цун (蕭琮). В 587 году суйский Вэнь-ди, ликвидировав Позднюю Лян, присвоил Сяо Цуну титул Цзюйго-гун (莒國公). Таким образом, просуществовав 33 года, династия Поздняя Лян пала. Благодаря чрезвычайно почтительному отношению представителей рода Сяо к династиям Северная Чжоу и Суй дочь Сяо Куя (Сяо Хуан-хоу 蕭皇后 или Минь Хуан-хоу 愍皇后, её личное имя неизвестно), стала императрицей суйского Ян-ди. В результате этого члены рода Сяо сохранили значительное влияние при дворе династии Суй. В конечный период династии Суй именно представитель этого рода — Сяо Си (蕭銑) — предпринял попытку свержения Суй и восстановления Лян, однако, несмотря на некоторые успехи, в 621 году потерпел поражение от танского полководца Ли Сяогуна.

### Чэнь
Династия Чэнь (кит. упр. 陳朝, пиньинь Chén cháo) — четвёртая и последняя из Южных династий в Китае, существовавшая в 557—589 годах. Уничтожена династией Суй. На момент основания династии императором У-ди, её позиции были чрезвычайно слабы, она владела только небольшой частью территории предшествующей династии Лян, и та была опустошена войнами, приведшими к падению Лян. Однако преемники императора У-ди, Вэнь-ди и Сюань-ди, были способными правителями и государство постепенно крепло и усиливалось, сравниваясь в силе со своими соперниками, Северной Чжоу и Северной Ци. Однако после того как Северная Чжоу уничтожила Северную Ци в 577 году, Чэнь оказалась загнанной в угол. Ещё хуже было то, что её последний император Чэнь Шубао оказался некомпетентным и нестрогим правителем, и Чэнь в конце концов была уничтожена империей Суй, сменившей Северную Чжоу.

## Северные Династии

### Северная Вэй
Северная Вэй (кит. упр. 北魏, пиньинь Běi Wèi, 386—534), также известная как Тоба Вэй (拓拔魏) или Юань Вэй (元魏), наиболее известна объединением Северного Китая в 439 году; она также широко финансировала развитие искусств, многие произведения этого периода сохранились до наших дней. В 494 году империя перенесла столицу из Датуна в Лоян и начала строительство искусственных пещер Лунмэнь. В этих пещерах обнаружено свыше 30000 буддийских изображений, относящихся к периоду династии Северная Вэй. Считается, что империя основана родом Тоба, относившегося к монголоязычному племени сяньби. Род Тоба сменил своё родовое имя на Юань в процессе систематической китаизации. Ближе к концу империи произошёл значительный внутренний раскол, приведший империю к разделению на Западную Вэй и Восточную Вэй.
С ростом империи Северная Вэй росло желание императоров иметь китайские учреждения и китайских советников. В этом процессе значительную роль играл Цуй Хао (381—450), советник при дворе в Датуне. Он ввел в Северной Вэй китайские методы управления и уложение о наказаниях, а также создал даосскую теократию, просуществовавшую до 450 г. Привлекательность китайских товаров, вкус императорского двора к роскоши, престиж китайской культуры того времени и даосизм были факторами влияния китайцев в государстве Северная Вэй. Китайское влияние усилилось после переноса столицы в Лоян в 494 г., а император Сяо Вэнь-ди продолжил этот процесс введением политики систематической китаизации, которая продолжалась и при его преемниках. Происходил широкомасштабный отказ от сяньбийских традиций. Следующим шагом на пути китаизации стала перемена императорским домом фамилии на Юань. Поощрялись смешанные браки с китайскими семьями. Тем временем, повсеместно возникали буддийские храмы, буддизм постепенно вытеснял даосизм в роли государственной религии. Храмы зачастую украшались с чрезмерной расточительностью и экстравагантностью.
Сильное китайское влияние, продолжавшееся в империи Северная Вэй в продолжение всего V века, в основном затронуло императорский двор и верхние слои табгачской аристократии. Войска, охранявшие северную границу, и простые сяньбийцы, менее подверженные китаизации, начали проявлять враждебность к двору и высшей знати. В начале истории Северной Вэй большое внимание уделялось обороне северной границы от жужаней, а военная служба на северной границе считалась чрезвычайно почётной и давала большие привилегии. В целом, в период становления Северной Вэй, именно силой меча и лука создавалась и поддерживалась империя. Но как только кампания китаизации достигла наибольшего размаха при императоре Дао У-ди, военная служба, особенно на северной границе, утратила свой почётный статус, а традиционные роды сяньбийских воинов-пограничников лишились своего статуса и привилегий и опустились на низ социальной иерархии. В 523 году вспыхнули восстания в шести основных гарнизонах на северной границе; вскоре восстанием был охвачен весь север. Эти восстания продолжались целое десятилетие. Ещё более усугубило ситуацию отравление вдовствующей императрицей Ху своего сына, императора Сяо Мин-ди в 528 году, после того как он показал недовольство её политикой, достигнув совершеннолетия и собираясь отобрать у вдовствующей императрицы власть, которой она пользовалась от его имени в течение более десяти лет. Вскоре после этого полководец Эрчжу Жун, прежде уже призванный тайным приказом императора на поддержку в борьбе с императрицей Ху, двинулся на юг и разорил Лоян, но был остановлен новым приказом, и, пока он ожидал распоряжений, императрица первой добралась до императора и отравила его. По приказу Эрчжу Жуна императрица Ху и новый малолетний император Юань Чжао (ещё одна марионетка императрицы) были утоплены в Хуанхэ, а 2000 придворных согнаны на берег и убиты, что было воспринято как справедливое возмездие императрице за её страсть к украшательствам и за убийство собственного сына.

#### Восточная Вэй
Восточная Вэй (東魏 — Дун Вэй) — государство, существовавшее в 534—550 годах на территории Северного Китая, в период Нань-бэй чао. Империя Восточная Вэй возникла в 534 году после распада северокитайского царства Северная Вэй. К этому времени, в результате внутренних смут, правивший на севере императорский род Юань (Тоба) фактически утратил власть, которая сосредоточилась в руках полководца Гао Хуаня (高歡). Император Сяо У-ди выступил против него, но был разбит и вынужден бежать в Гуаньчжун, ставший к тому времени центром империи Западная Вэй. Гао Хуань в том же году возвел на престол Восточной Вэй одного из принцев рода Юань, Юань Шаньцзяня, который стал императором Сяо Цзин-ди (孝靜帝) — первым и единственным императором Восточной Вэй. Однако никакой реальной властью он не обладал. Было организовано несколько кампаний против Западной Вэй, имевших целью воссоединение империи Северная Вэй, однако цель не была достигнута. В 547 году Гао Хуань умер. Его сыновья, Гао Чэн (高澄) и Гао Ян (高洋) сохранили контроль над императором, но в 550 году Гао Ян низложил Сяо Цзин-ди, провозгласил себя императором, и основал новую империю Ци (известную в истории как Северная Ци).

#### Западная Вэй
Западная Вэй (Си Вэй) — монгольское (сяньбийское) государство, существовавшее в 535—557 годах на территории Северного Китая, в период Нань-бэй чао. По состоянию на 557 год площадь империи составляла 1,3 млн км². Империя Западная Вэй возникла в 534 году после распада империи Северная Вэй, когда император Сяо У-ди, спасаясь от диктатуры генерала Гао Хуаня (高歡), бежал из Лояна в Гуаньчжун. Однако и на западе вэйскому дому не удалось избавиться от опеки могущественных кланов. В 535 году правитель Гуаньчжуна Юйвэнь Тай убил императора Сяо У-ди и возвёл на трон в Чанъане другого принца из дома Юань (Тоба), Юань Баоцзюя, который стал императором Вэнь-ди (文帝).
Правление Западной Вэй (при фактическим владычестве клана Юйвэнь) продолжалось двадцать с небольшим лет. Имея в своем распоряжении меньшую территорию и население, Западная Вэй смогла успешно противостоять наступлению империи Восточная Вэй, и, благодаря более развитой экономике, сумела захватить западные районы империи Лян (территорию нынешнего Сычуаня). В 557 году племянник Юйвэнь Тая, Юйвэнь Ху, низложил императора Гун-ди и возвел на трон Юйвэнь Цзюэ (宇文覺), сына Юйвэнь Тая, провозгласив основание нового государства (Северная Чжоу).

#### Северная Ци
Северная Ци (кит. упр. 北齊, пиньинь Běiqí, палл. бэй ци) — одно из государств эпохи Северных и южных династий в Северном Китае в 550—577 годах. Столица — Ечэн. Возникло на месте государства Восточная Вэй после того как сын главнокомандующего Восточной Вэй Гао Хуаня, Гао Ян, низложил его императора Сяо Цзин-ди в 550 году и провозгласил себя императором Северной Ци под именем Вэнь Сюань-ди (Северная Ци).
Владычество Северной Ци было отмечено произволом и некомпетентностью императоров (Вэнь Сюань-ди, У Чэн-ди, и Гао Вэя), продажностью чиновников и разложением армии. Хотя Северная Ци была самым сильным царством Китая на момент своего основания (по сравнению с Северной Чжоу и Чэнь), она постепенно пришла в упадок и была уничтожена Северной Чжоу в 577 году в союзе с Тюркским Каганатом. Сын императора Вэнь Сюань-ди Гао Шаои, Фаньянский ван, бежал под защиту тюрок и впоследствии провозгласил себя императором Северной Ци в изгнании, но в 580 году был выдан тюрками Северной Чжоу и сослан в нынешнюю Сычуань. Ученые не пришли к единому мнению по вопросу, считать ли Гао Шаои законным императором Северной Ци, однако все согласились считать 577 год последним годом истории этого царства). Северная Чжоу выплачивала дань тюркам в виде 100 тысяч кусков шелковой ткани ежегодно, за что правители этого государства рассчитывали покончить с помощью тюрок с Северной Ци. После падения государства Северной Ци, тюркский каган понял, что усиливать своего сюзерена Северное Чжоу нельзя и провозгласил законным наследником Северной Ци бежавшего к ним сына императора Вэнь Сюань-ди.

#### Северная Чжоу
Северная Чжоу — тобасское государство периода Северных и южных династий в Северном Китае в 557—581 годах. По состоянию на 576 год площадь империи составляла 1,5 млн км². Возникло на месте государства Западная Вэй. Впоследствии его сменила здесь династия Суй.
Основание власти Северной Чжоу было положено Юйвэнь Таем, главнокомандующим Западной Вэй, в годы, последовавшие за разделом империи Северная Вэй на Западную Вэй и Восточную Вэй в 535 году. После смерти Юйвэнь Тая в 556 году его племянник Юйвэнь Ху принудил императора Гун-ди к отречению в пользу сына Юйвэнь Тая, Юйвэнь Цзюэ (императора Сяо Минь-ди), основав династию Северная Чжоу. Царствования первых трех императоров (сыновей Юйвэнь Тая) — Сяо Минь-ди, Мин-ди и У-ди, — прошли под реальной властью Юйвэнь Ху, до самой его смерти в 572 году (он был убит, попав в засаду, устроенную императором У-ди, который с этого времени стал править самостоятельно). Под властью способного императора У-ди Северная Чжоу в 577 году уничтожила своего соперника — империю Северная Ци, присоединив её территорию. Однако смерть императора У-ди в 578 году оказалась роковой для государства, так как его сын, император Сюань-ди был своевольным и жестоким правителем, чье экстравагантное поведение привело к ослаблению государства. После смерти Сюань-ди в 580 году (когда он уже официально носил титул императора в отставке (тайшан-хуан)), тесть императора, Ян Цзянь, взял власть в свои руки, а в 581 году сместил сына Сюань-ди, императора Цзин-ди, основав империю Суй. Императорский род Юйвэнь, вместе с юным императором Цзин-ди, был впоследствии истреблен Ян Цзянем. В состав вооруженных сил Северного Чжоу входили ханьцы.